# بوبی نقاب‌دار

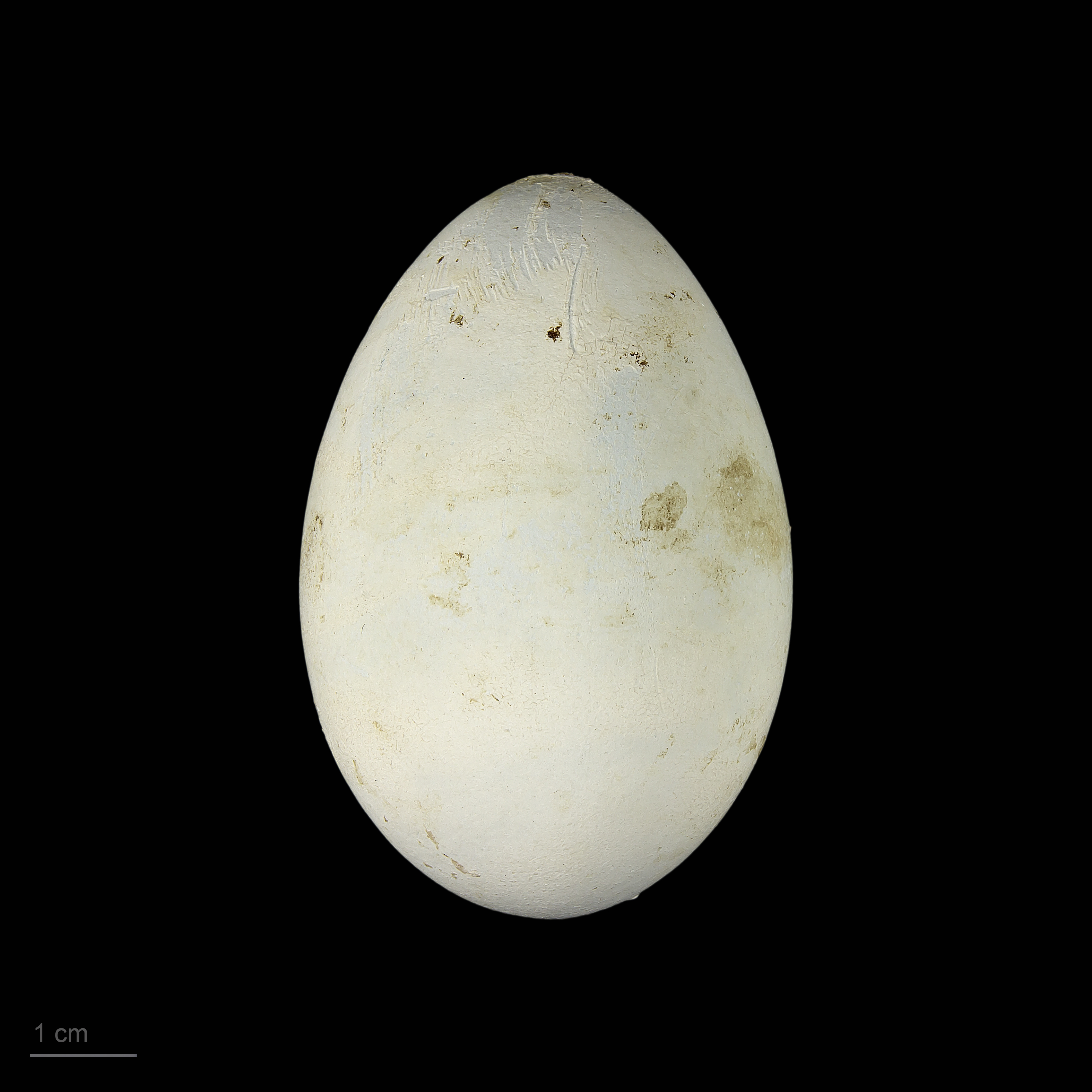
Sula dactylatra

بوبی نقابدار (نام علمی: Sula dactylatra) پرنده‌ای دریازی از راسته بوبی‌سانان است که در مناطق گرمسیری اقیانوسی، به استثنای شرق اقیانوس اطلس، زندگی می‌کند. این پرنده در ارتفاع پایین پرواز می‌کند و در هنگام شکار ماهی از ارتفاع به نسبت بالا به درون آب شیرجه می‌زند.

## ویژگی‌های ریخت‌شناسی
بوبی نقاب‌دار دارای طولی برابر با ۸۵ سانتی‌متر است. دم آن نوک‌تیز و بال‌هایش دراز و نوک‌تیز هستند. به استثنای شاهپرهای نخستین و ثانوی بال و دم که به رنگ قهوه‌ای مایل به سیاه دیده می‌شوند، دیگر بخش‌های بدن سفید هستند. رنگ پوست بدون پر صورتی و گلوی این پرنده نیز به رنگ خاکستری مایل به آبی است. پرنده‌های جوان‌تر سر و گردن قهوه‌ای دارند و حلقهٔ سفیدی از رنگ قهوه‌ای کم‌رنگ در پشت، سر و گردن را از هم جدا می‌کند.

## زیستگاه
بوبی نقابدار دریازی است و تنها برای تخم‌گذاری به کرانه‌های دریا می‌آید. این پرنده آشیانه خود را در جزایر سنگی وسط دریا به صورت گروهی می‌سازد. یکی از پرندگان به نسبت کمیاب ایران است که گاهی در کرانه‌های سیستان و بلوچستان و تنگه هرمز دیده می‌شود.